# Voievodatul Koszalin (1975-1998)

Localizarea voievodatului Koszalin

Voievodatul Koszalin (poloneză województwo koszalińskie) a fost o unitate administrativă introdusă în Polonia înainte de reforma administrativă din 1975, cu reședința în Koszalin. În 1994 a avut o populație de 520 000 locuitori (majoritatea a locuit în Koszalin) și 8 470 km². Regiunea a avut frontiere cu voievodatul Szczecin (vest), Marea Baltică (nord), voievodatul Gorzów Wielkopolski (sud), voievodatul Piła (sud) și voievodatul Słupsk (est). Astăzi toate teritoriile voievodatului fac parte din voievodatul Pomerania Occidentală.